# Paco Rabanne
Paco Rabanne, pseudonyme de Francisco Rabaneda y Cuervo, né le 18 février 1934 à Pasaia (Guipuscoa, Espagne) et mort le 3 février 2023 à Portsall (France),, est un grand couturier et parfumeur franco-espagnol.
Il a marqué l'univers de la mode dans les années 1960. Dans les années 1990, il s'est également illustré dans les médias par son excentricité et à travers des prédictions (s'étant révélées fausses) et le récit de ses prétendues vies antérieures.

## Biographie
Paco Rabanne est issu d'une fratrie de quatre enfants. Sa mère est première main chez Cristóbal Balenciaga (installé à Saint-Sébastien jusqu'en 1936) et son père officier ; pendant la guerre civile, il est colonel dans les forces républicaines et est fusillé par les franquistes en 1937. La famille quitte l'Espagne ; après une période d'internement dans les camps de Port-Vendres et Argelès-sur-Mer, elle s'installe en France près de Morlaix,.
De 1951 à 1963, Paco Rabanne fait des études d'architecture à l'École nationale supérieure des beaux-arts à Paris. Il y a notamment suivi l’enseignement du spécialiste Auguste Perret. Il finance ses études en produisant des croquis de mode, dessins de sacs pour Roger Model et de chaussures pour Charles Jourdan. Il publie en 1959 une série de sept robes aux lignes géométriques très épurées sous le nom de Franck Rabanne dans le Women's Wear Daily.
En 1963, il est lauréat de la Biennale de Paris avec une sculpture habitable pour jardin, exposée au musée d'Art moderne.
À la fin de ses études, il se lance dans la fabrication artisanale d'accessoires fantaisie, comme des boutons ou des broderies sans fil, ni aiguille qui s'appliquent sur des vêtements haute couture signés Balenciaga, Nina Ricci, Maggy Rouff, Philippe Venet, Pierre Cardin, Courrèges, Givenchy et Chloé jusqu'en 1966. En 1965, il crée des « Pacotilles », accessoires en Rhodoïd (boucles d'oreilles, lunettes, casques) en collaboration avec Michèle Rosier, Christiane Bailly et Emmanuelle Khanh, stylistes en vogue du prêt-à-porter.
En février 1966, la première collection « Manifeste » est présentée à l'hôtel George-V : « 12 robes importables en matériaux contemporains », agrémentées de sequins, anneaux métalliques et plaques en Rhodoïd,, présageant une mode futuriste. La présentation se fait sur une musique de Pierre Boulez et l'utilisation d'une ambiance sonore pour un défilé de mode sera alors une première. Coco Chanel traite alors Paco Rabanne de « métallurgiste »,.
Le 21 avril 1966 est présentée une seconde collection avec des maillots de plage en Rhodoïd au Crazy Horse Saloon portée par les artistes du lieu pendant le défilé.
Architecte, artisan et couturier, Paco Rabanne innove, choque et séduit par ses modèles en cuir riveté, plumes d'autruche et aluminium exposés à la galerie d'art d'Iris Clert à Paris en septembre 1966.
En octobre 1966, il s'installe au 33, rue Bergère, dans un décor de tubulures d'acier et murs noirs. Il se lance dans la création de modèles pour le cinéma. Ses créations sont visibles dans des films tels que Deux ou trois choses que je sais d'elle de Jean-Luc Godard et Les Aventuriers de Robert Enrico ou encore Voyage à deux (Two for the road) de Stanley Donen ; dans ce film, Audrey Hepburn, pourtant fidèle à Givenchy, fait défaut en portant une robe de Paco Rabanne. En parallèle, ses créations sont demandées pour être photographiées ou portées lors d'évènements.
Entre 1967 et 1970, il connaît une période riche en expérimentations de matériaux et projets révolutionnaires comme des robes en papier, des modèles en cuir fluorescent, métal martelé, jersey d'aluminium et fourrure tricotée. Il est le premier à utiliser de la fausse fourrure. Il conçoit des réalisations audacieuses qui marqueront le grand public comme une robe en plaques d'or incrustées de diamants, portée par Françoise Hardy ; vêtement moulé « Giffo » et robes tout en boutons. Il crée alors les « Rob'auto », une collection limitée de prêt-à-porter destinée à la conduite automobile. Il réalisera également des robes pour Casino Royale, film réalisé par John Huston et Barbarella de Roger Vadim. Ces créations seront acquises par des musées d'art contemporain tel le MoMA (Museum of Modern Art) à New York.
En 1969, il signe un partenariat avec l'entreprise Puig et lance un premier parfum, Calandre, qui lui apportent un certain succès,. Enfin, il publie son livre Nues avec les photos de Jean Clemmer aux éditions Pierre Belfond.
De 1971 à 1975, il adhère à la Chambre syndicale de la couture. Paco Rabanne intègre dans ses collections du tissu effrangé, lacéré ou retissé, transforme les mouchoirs de Cholet, les foulards en robes ou les chaussettes en manches de pull-overs. C'est pendant cette période qu'apparaissent les masques, bustiers et gilets en plastique moulés et de la texture en maillon.
En 1973 est lancé un premier parfum masculin, Paco Rabanne pour homme.
Entre 1976 à 1989, décidément intéressé par la mode masculine, il lance une ligne de prêt-à-porter masculin. Ses autres collections Couture s'enrichissent de nouveaux matériaux traités de façon non conventionnelle, comme les tissus luminescents, les papiers métallisés, le daim ajouré ou tressé de métal, les rideaux de perles de bois et de formes spectaculaires. Il élabore le plastron avec des épaulettes en métal martelé articulé, les vestes sculptées en fourrure, les manteaux cerf-volant, les pourpoints en cotte de mailles et les chaussures « à la poulaine ». Après le succès remporté par ses robes dans le cinéma, il entreprend la création de costumes de théâtre pour Par delà les marronniers de Jean-Michel Ribes.
De 1979 à 1988, la saga Parfums signée Paco Rabanne rencontre rapidement un succès international. Il en profite pour lancer ses parfums Métal, La Nuit, Sport et Ténéré. Plusieurs décennies après ces lancements, les parfums continueront de se vendre avec succès. À l'initiative privée de Paco Rabanne a lieu la création à Paris du Centre 57, un lieu destiné à la production d'artistes de la diaspora noire. Salaam Bombay ! est un film réalisé par Mira Nair, qu'il coproduit et qui obtient la Caméra d'or au festival de Cannes 1988.
De 1990 à 1998 a lieu le lancement d'une ligne de prêt-à-porter féminin. Les collections Couture multiplient les effets de lumière travaillés comme les volumes sculpturaux : pastilles miroir, plexiglas, reflets lasers, fibre optique signent le style Rabanne. Les accessoires (bijoux, coiffes et chaussures) sont traités comme de véritables œuvres à part entière. Il obtient le « Dé d'or » pour la collection printemps-été 1990.
Constatant que ses parfums semblent avoir les faveurs du public, en 1993 et 1996, deux nouveaux parfums voient le jour, couronnés une fois de plus de succès, XS (décliné en XS pour Elle) et Paco. Si le premier est masculin, le second se veut mixte et se conjugue avec le lancement d'une ligne de vêtements et d'accessoires unisexes. De plus, Paco Rabanne publie une série d'ouvrages issus de son cheminement spirituel, dont la Trilogie sur le temps, une réflexion sur la condition humaine et la quête mystique. En 2015 naît Olympéa, un parfum qui revisite les codes de la mythologie (comme Invictus, pour homme) et dont la bouteille a été dessinée par l'artiste et designer Marc Ange.
En 1995, il habille la chanteuse et comédienne Hélène, pour sa tournée Hélène 95. L'année suivante, la chanteuse Mylène Farmer fait également appel à lui, pour l'élaboration des costumes de son Tour 1996.
En 2000, il reçoit la médaille d'or du mérite des beaux-arts par le ministère espagnol de l'Éducation, de la Culture et des Sports.
Entre 1999 et 2009, il prend sa retraite du secteur de la haute couture mais reste en prêt-à-porter. Ce dernier connaît alors un nouveau développement, sous la direction artistique de Rosemary Rodriguez, puis de Patrick Robinson. Paco Rabanne est également peintre et designer. Il expose ses œuvres picturales à Valbonne, et présente au salon Maison et objet une collection de six chaises inspirées de ses célèbres textures.
Paco Rabanne meurt le 3 février 2023 à l'âge de 88 ans, à Portsall (Finistère), où il vivait. Il est incinéré.

## Technique

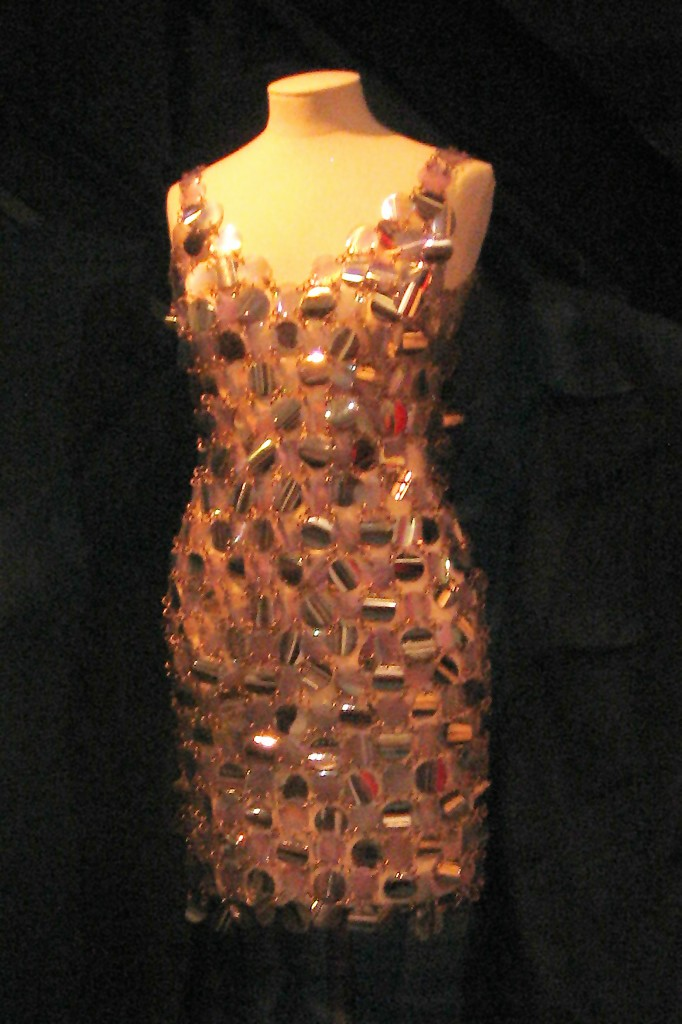
Robe Paco Rabanne (1967).

Il est réputé pour travailler des matériaux qui viennent des domaines les plus éloignés de ceux qui sont traditionnellement utilisés.
Son utilisation intensive de matériaux rigides assemblés par des anneaux donne aussi des résultats « secondaires ». Par exemple, avec ce genre de trame, le corps de la femme est entièrement révélé à travers les interstices et ne montre plus seulement ces zones de nudité placées selon les conventions de chaque époque.
Il pousse la provocation de l'inconfort jusqu'à utiliser des robes complètement métalliques, tels les tabliers de protection des bouchers ou des cottes de mailles ou des robes faites de caches de diapositives ou fibres optiques.
Il substitue à la couture le rivetage. Perles et paillettes sont appliquées sur l'étoffe à l'aide de minuscules clous terminés par une boucle. Avec cette technique, la broderie peut être réalisée facilement sur le vêtement terminé en temps relativement court.
L'atelier familial de broderie de Paco Rabanne composé par sa mère et ses frères et sœurs obtient rapidement l'estime d'autres stylistes comme Nina Ricci, Philippe Venet ou Gérard Pipart.

## Excentricités
Paco Rabanne est célèbre pour des déclarations excentriques sur les plateaux de télévision.
Il affirme notamment avoir eu plusieurs vies (dont celle d'une prostituée du temps de Louis XV), avoir côtoyé Jésus dans une vie antérieure, avoir vu Dieu à trois reprises, avoir reçu la visite d'extraterrestres, avoir assassiné Toutankhamon et avoir 75 000 ans.
En 1999, il annonce avoir eu à dix-sept ans des visions de Parisiens en flammes se jetant dans la Seine et, qu'après avoir étudié d'autres prophéties concordantes, il est arrivé à la conclusion que la station spatiale Mir allait s'écraser en France au moment de l'éclipse solaire du 11 août 1999, ses débris provoquant des milliers de morts à Paris et dans la région du Gers. Le 10 mai 1999, il s'engage publiquement à ne plus faire de prédictions si Mir ne s'écrase pas sur Paris le 11 août 1999. Cependant, il prétend avoir eu une apparition de la Vierge lui intimant de continuer les prédictions. Prenant le « voyant » au mot, le Cercle zététique organise l'« apéritif des survivants », qui réunit environ 200 personnes, dénonçant par cette manifestation bon enfant l'inanité d'une telle prédiction.
En dépit de l'échec de ce dernier coup d'éclat, qui a terni sa réputation auprès du public et des médias, il continue d'apparaître régulièrement dans une presse spécialisée, abordant davantage le sujet de ses dites expériences paranormales que celui de la haute couture.

## Publications
- Nues, Jean Clément / Paco Rabanne, Éditions Pierre Belfond, Paris, 1969
- Trajectoire, Éditions Michel Lafon, 1991
- Le Temps présent, Éditions Michel Lafon, 1994
- La Fin des temps, Éditions Michel Lafon, 1994
- Les Lumières du bouddhisme : méditer pour mieux vivre : entretiens avec Bokar Rimpoché, J'ai lu, 1997  (ISBN 2290043915)
- La Leçon indienne, J'ai lu, 1999. Entretien avec Wallace Black Elk
- Le Feu du ciel, Éditions Michel Lafon, 1999
- Le Fil d'Ariane, Éditions Michel Lafon, 2005.